# Joe Mantegna
Joseph Anthony Mantegna, Jr. (Chicago, 13 de noviembre de 1947), más conocido como Joe Mantegna, es un actor, guionista, productor y director estadounidense. Es famoso, principalmente, por interpretar papeles relacionados con la mafia, como su personaje de Joey Zasa en la tercera entrega de El padrino o como su personaje de  Edgar "Eddie" Mauser en la película Baby's Day Out. También es reconocido por su interpretación del personaje Fat Tony en la serie The Simpsons. Recientemente, es conocido por su papel de David Rossi en la serie de CBS Mentes criminales.

## Primeros años
Mantegna nació en 1947 en Chicago, Illinois, hijo de Mary Anne (Novelli), empleada de fletes nacida en Acquaviva delle Fonti, Italia, y de Joseph Anthony Mantegna, Sr., un vendedor de seguros originario de Calascibetta, Italia, fallecido en 1971 como consecuencia de la tuberculosis. Mantegna recibió una educación católica y asistió a la J. Sterling Morton High School East en Cícero, Illinois. Estudió actuación en la Goodman School of Drama de la Universidad DePaul entre los años 1967 y 1969. Durante su juventud en Chicago, tocó el bajo en una banda local llamada The Apocryphals, la cual más tarde se fusionaría con otra banda, The Missing Links, formando la banda Chicago. Mantegna todavía está en contacto con los miembros originales de Chicago y también con sus antiguos compañeros de banda.

## Trayectoria
En su historial cinematográfico destacan películas como The Money Pit (con Tom Hanks), Alice (de Woody Allen), Bugsy (con Warren Beatty y Annette Bening), Body of Evidence (con Madonna y Willem Dafoe) y Celebrity (también de Woody Allen). En 2000 rodó la comedia española Desafinado, de Manuel Gómez Pereira, junto a George Hamilton y Danny Aiello.
Joe Mantegna es también popular por dar voz al personaje de Fat Tony ("Tony el Gordo") en la serie de animación Los Simpson, papel que tiene reservado por los productores del programa a petición suya.
Ha sido nominado a tres Premios Emmy y a un Globo de Oro, y es ganador de un Premio Tony. Es conocido además por su papel en la serie policíaca Mentes Criminales.
Mantegna recibió una estrella en el Paseo de la Fama de Hollywood el 29 de abril de 2011.

## Vida privada
Mantegna está casado con Arlene Vrhel desde el 3 de diciembre de 1975. Junto con Arlene tiene dos hijas, Gina Mantegna y Mía Mantegna quién fue diagnosticada con autismo.

## Filmografía

### Cine y televisión
- Mentes Criminales: Sin Fronteras TV (2016-2017)
- Bullworth Academy (2014)
- Valentine's Day (2010)
- Los asistentes (2009)
- Mentes Criminales TV (2005-2020)
- Joan de Arcadia TV (2003)
- Edmond (2005)
- Cougar Club (2007)
- Terror desnudo (2007)
- Nueve vidas (2005)
- Una Navidad muy conyugal (2004)
- Hombres contra Mujeres (2002)
- Fall (2001)
- Laguna (2001)
- Más perros que huesos (2000)
- Desafinado (2000)
- Jerry y Tom (2000)
- Vicios menores (1999)
- My Little Assassin (1999)
- Runner, la última apuesta (1999)
- Liberty Heights (1999)
- Error y enjuiciamiento (1999)
- Pánico en los aires (1998)
- El Rat Pack (1998)
- Combate letal (1998)
- Celebrity (1998)
- Hoods (1998)
- Fuera de la ley (1997)
- Asesinato por engaño (1997)
- A Call to Remember (1997)
- Underworld (1996)
- Thinner (1996)
- La trampa del caimán (1996)
- La sombra del intruso (1996)
- Eye for an Eye (1996)
- Libre de sospecha (1995)
- Olvídate de París (1995)
- Cabezas huecas (1994)
- Baby's Day Out (1994)
- En busca de Bobby Fischer (1993)
- Body of Evidence (1993)
- Camaradas de verano (1992)
- Homicidio (1991)
- Bugsy (1991)
- Queens Logic (1991)
- Alice (1990)
- El padrino III (1990)
- A la espera de la primavera (1989)
- The Simpsons (1989-Actualidad)
- Las cosas cambian (1988)
- La casa del juego (1987)
- Sospechoso (1987)
- Esta casa es una ruina (1986)
- Policía por error (1986)
- Sin tiempo ni ley (1984)
- Elvis (1979)
- Enredo TV (1978)

## Premios y distinciones
Festival Internacional de Cine de Venecia
| Año  | Categoría                 | Película          | Resultado |
| ---- | ------------------------- | ----------------- | --------- |
| 1988 | Copa Volpi al mejor actor | Las cosas cambian | Ganador   |